# Deepal SL03
La Deepal SL03 (chinois : 深蓝SL03 ; pinyin : Shēnlán SL03) est une berline familiale produite par le constructeur automobile chinois Chang'an Automobile pour sa marque Deepal et vendue à partir de 2022 en Chine. Chang'an (via sa filiale Chang'an New Energies) a développé la Deepal SL03 conjointement avec Huawei et le producteur de batteries CATL.

## Aperçu

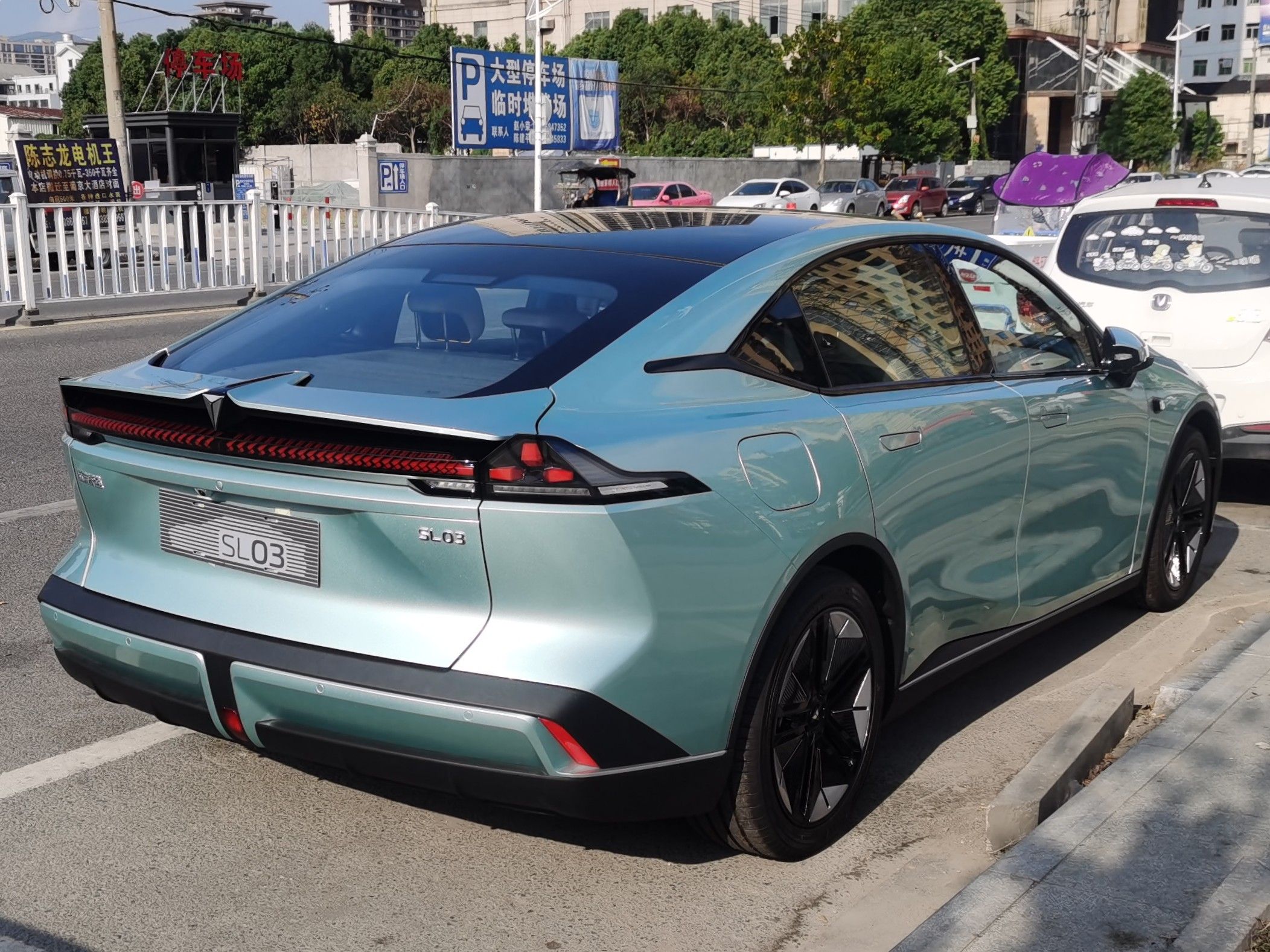
Deepal SL03 (arrière)

La Deepal SL03 doit être proposée à terme en trois versions : une version électrique standard qui est la première à être commercialisée, une version hybride à prolongateur d'autonomie (seul le moteur électrique fait tourner les roues mais la batterie peut être alimentée par un moteur thermique) et une version électrique avec un générateur électrochimique à hydrogène.
La version électrique a un seul moteur électrique qui produit 218 chevaux (163 kW; 221 PS) et a une autonomie allant jusqu’à 700 kilomètres (cycle local CLTC) avec une batterie fabriquée par CATL. Tandis que la variante hybride à prolongateur d'autonomie dispose d'un moteur électrique qui produit 258 chevaux (192 kW; 262 PS) couplé à un moteur essence de 1,5 litre. Le tout procurant une autonomie allant jusqu’à 1 200 kilomètres (cycle local CLTC) pris en charge par une batterie ternaire fabriquée par Chang'an New Energy.
Chang'an Automobile affirme que la SL03 a un design extérieur aérodynamique avant un avant en pointe, qui permet d'atteindre un coefficient de traînée de 0,230. La consommation d’énergie de la SL03 électrique est de 12,3 kWh/100 km.
La Deepal SL03 est équipée de 27 capteurs différents et d’un système d'aide à la conduite de niveau 4. Avec une puce informatique pour les ordinateurs Qualcomm qui alimente les systèmes de conduite autonome de la plate-forme automobile SA8155P.
En Chine, la Deepal SL03 électrique est vendue à partir de 179.800 RMB. Elle concurrence les Tesla Model 3, BYD Seal, NIO ET5, Xpeng P5 ou encore GAC Aion S.

### Mazda EZ-6

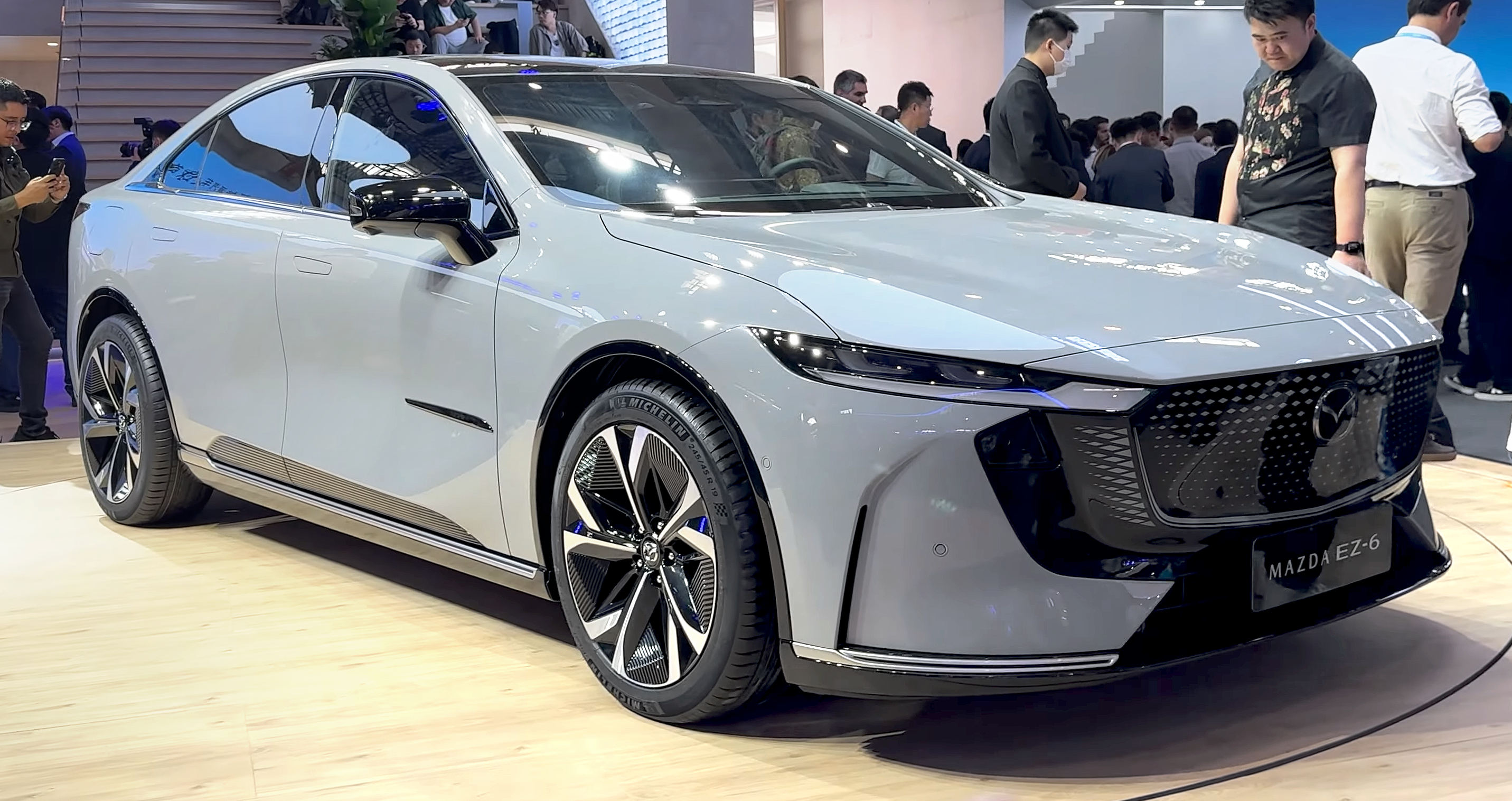
Mazda EZ-6

La Mazda EZ-6 est présentée au Salon de l'automobile de Pékin le 25 avril 2024. Elle produite en collaboration avec Chang'an Automobile qui reprend la base de la Deepal SL03. Elle est commercialisée en Europe sous le nom Mazda 6e.
Elle est lancée à la mi-2024,,. Mazda déclare avoir obtenu une répartition des masses 50-50.
L'EZ-6 est équipé d'un écran central de 14,6 pouces, alimenté par la puce Qualcomm Snapdragon 8155 pour intégrer le contrôle de la climatisation, des sièges, du système d'infodivertissement et d'autres fonctions. Il est également équipé d'un système audio Sony à 14 haut-parleurs, d'un éclairage d'ambiance 64 couleurs, de sièges avant « zéro gravité » et d'un toit en verre.